# Mermessus tlaxcalanus
Mermessus tlaxcalanus là một loài nhện trong họ Linyphiidae.
Loài này thuộc chi Mermessus. Mermessus tlaxcalanus được Willis J. Gertsch & Michael Davis miêu tả năm 1937.